# 유용 (장사왕)
장사대왕 유용(長沙戴王 劉庸, ? ~ 기원전 101년) 혹 장사강왕(長沙康王) 은 중국 전한의 제후왕으로, 장사왕이다. 전한 경제의 손자며 장사정왕 유발의 아들이다.
아버지가 장사정왕 28년(기원전 128년) 혹 장사정왕 27년(기원전 129년)에 죽자 그 뒤를 이어 장사왕이 됐다. 장사대왕 27년 혹 장사강왕 28년(기원전 101년)에 죽어 아들 장사경왕 유부구가 뒤를 이었다.